# آرسینه تودیراس
آرسینه تودیراس (به انگلیسی: Arsenie Todiraș) (زاده ۲۲ ژوئیه ۱۹۸۳) خواننده اهل مولداوی است.
او در مسابقه آواز یوروویژن ۲۰۰۶ نماینده مولداوی بود.